# Return to Base
Return to Base è l'ottavo album in studio del gruppo rock inglese Slade, pubblicato nel 1979.

## Tracce
1. Wheels Ain't Coming Down – 3:40
2. Hold on to Your Hats – 2:32
3. Chakeeta – 2:26
4. Don't Waste Your Time (Back Seat Star) – 3:28
5. Sign of the Times – 3:57
6. I'm a Rocker (Chuck Berry) – 2:46
7. Nuts Bolts and Screws – 2:30 (Holder, Lea)
8. My Baby's Got It – 2:34
9. I'm Mad – 2:46
10. Lemme Love into Ya – 3:26
11. Ginny, Ginny – 3:38

## Formazione
- Noddy Holder - voce, chitarra
- Dave Hill - chitarra, cori
- Jim Lea - basso, piano, sintetizzatori, cori
- Don Powell - batteria, cori